# مبنى هولكام

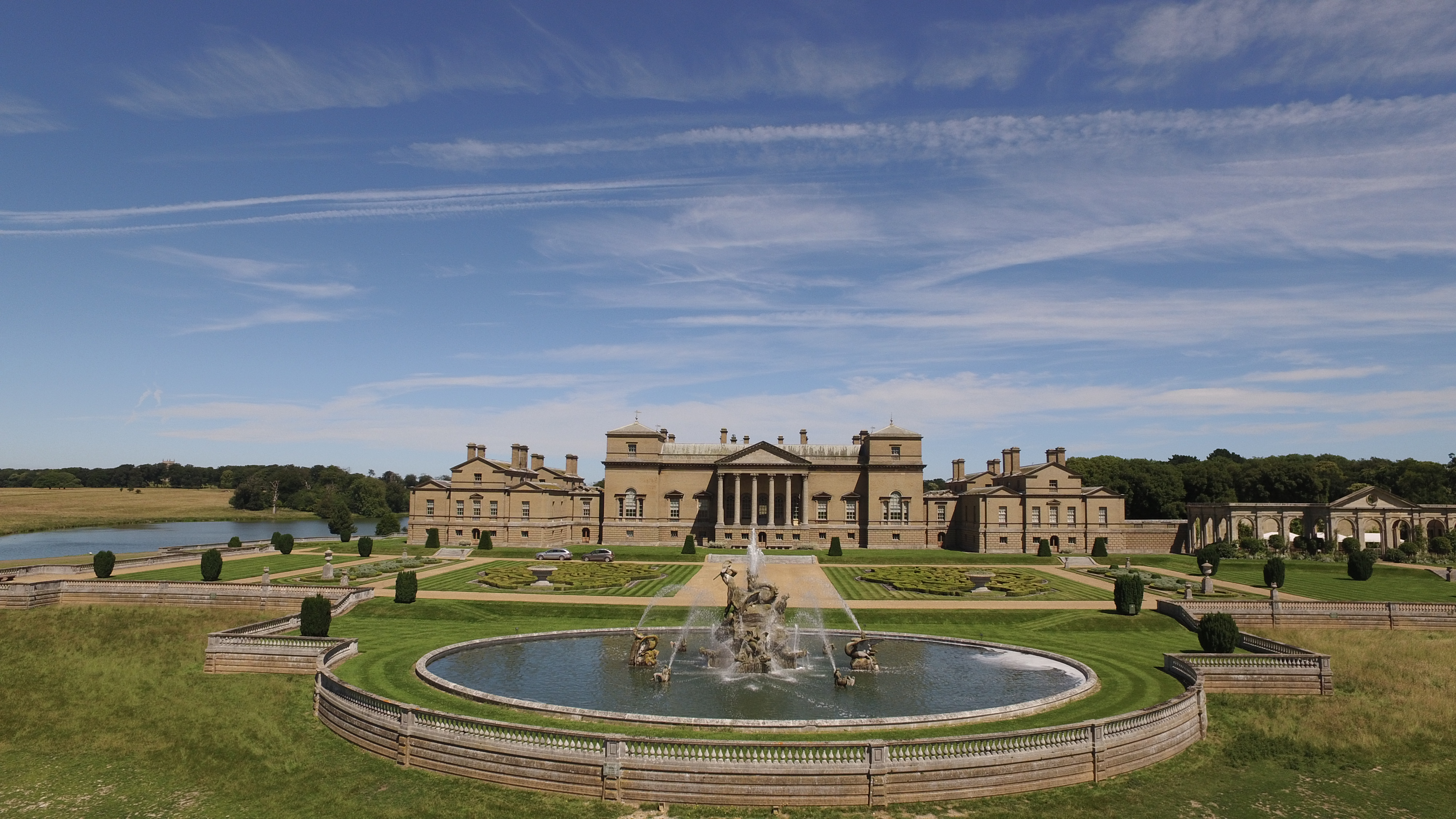
الواجهة الجنوبية بنمطها الباديني مع رواقها الأيوني خالية من الزخارف والتسليح؛ لا وجود حتى لأي نوافذ مزيفة تملؤ الفراغ بين النوافذ والسقف بينما النوافذ المنخفضة تخترق الطوب الصلب الأثر الوحيد للزخرفة عبارة عن نافذتي البندقية المتباعدتين.

هولكام هول /ˈhoʊkəm/ /ˈhɒlkəm/  منزل ريفي من القرن الثامن عشر بالقرن من قرية هولكام بمقاطعة نورفك الانجليزية، تم بناؤه على طراز النيو-بالادية لأجل توماس كوك إيرل ليسيستر الأول(في الذكرى الخامسة لتأسيس لقب إيرل ليسيستر).المبنى صُمِّم من طرف المهندس ويليام كينت، بمساهمة من ريتشارد بويل إيرل بورلينغلتون الثالث، وكذلك المهندس والمساح ماثيو بريتِنغهام وكوك شخصيا.
يعد هولكام أحد أفضل الأمثلة في إنجلترا على أسلوب العمارة البالاديانية المتجددة، الأمر الذي جعل التصميم مدهشا هو كونه أقرب لمعايير أندريا بالاديو مقارنة بمجموعة مباني تتبع النمط البالاديني في تلك الحقبة. من الخارج يوجد مبنى مركزي مبني بالطوب مكون من طابقين وأربع أجنحة إضافية التصميم الداخلي يتميز بالفخامة، لكن بمعايير تلك الفترة يعد مفروشا ومزينا ببساطة. التحفظ بالزخرفة جعل من غير الممكن تزيين الغرف الشخصية وغرف غرف الدولة بنفس النمط دون وجود نقص بزخرفة الغرف السابقة المدخل الرئيسي يمر من خلال بهو رخامي، الذي في الواقع مصنوع من المرمر الوردي المستخرح من ديربي شاير؛ يقودنا المدخل مباشرة إلى "بيانو نوبيل نوبيل" او الطابق الرئيسي، وغرف الدولة. الجزء المبهر بهذه الغرف هو الصالون، ذي الجدران المزينة بالمخمل الأحمر، كل غرفة من غرف الدولة الرئيسية متماثلة التصميم والنسق؛ بعض الغرف تحتوي أبوابا زائفة للحفاظ على هذا التماثل. الأجنحة الأربعة بكل ركن من المبنى الرئيسي يمنح مساحة خاصة، مسكن العائلة، جناح الضيوف، ركن عبادة ومطابخ.
مسألة أن الذي صمم هولكام تحدى المؤرخين المعماريين والمعاصرين، بدأ منذ بداية المبنى.المشرف ماثيو بريتنغهام ادعى أنه صاحب التصميم حين نشر المخططات، وقياسات مبنى هولكام في نورفك عام 1761.هذا الادعاء تم الطعن فيه حين قام هوراس والبول بنسية التصميم الى ويليام كينت.إبن بريتنغهام ماثيو الأصغر، اعترف في الإضافة الأخيرة لعمل والده بالقول :" الفكرة الأساسية في بناء هولكام جاءت من طرف إيرل لييسيستر وإيرل بورلينغتون، بمساعدة السيد ويليام كينت". لاحقا قام المؤرخون بمناقشة المساهمة الفعلية لبورلينغتون وكوك ذاته، المؤلفات من بدايات القرن العشرين تقلل من أهمية مساهمتهما، المؤلفات من أواخر القرن العشرين وبداية القرن العشرين تؤكد بوجود أدلة على مشاركة أكبر لهما، على الأقل مشاركة كوك.والمساهمة نفسها لبريتنغهام في البداية، بخصوص التنفيذ لكن كونه صاحب التصميم مشكوك فيه.
تم بناء عقار هولكام من طرف إدوارد كوك، كوم كان محاميا بفترة حكم إليزابيث الأولى وجيمس الأول وهو المؤسس لثروة عائلته.ظل عقار هولكام المنزل العائلي لأسرة كوك الذي أصبح إيرلز ليستر. صنف عقار هولكام على أنه عقار درجة أولى لأهميته الاستثنائية من الناحيةالتاريخية والمعمارية والثقافي. متنزه العقار كذلك تم إدراجها بنفس التصنيف في سجلات المتنزهات التاريخية والحدائق ذات الأهمية التاريخية بإنجلترا.